# Фёдоров, Леонид Иванович (инженер)
Леонид Иванович Фёдоров (1899—1963) — советский инженер-конструктор по электроизоляционным изделиям, лауреат Ленинской премии.
В 1920—1924 гг. учился в Институте народного хозяйства имени Плеханова.
С 1922 по 1962 год работал на Московском заводе «Изолятор», главный инженер основанного им в 1922 году СКБ конструирования изоляторов, основатель трудовой династии Фёдоровых-Кирюхиных. Главный инженер СКБ по изоляторостроению Государственного исследовательского электрокерамического института.
Специалист в области керамической изоляции. В 1931 году создал первые в СССР конструкции фарфоровых вводов на 110 и 220 кв. В послевоенные годы под его руководством были разработаны масло-наполненные фарфоровые вводы на 110—220 кв для восстановления Днепрогэса.
Лауреат Ленинской премии 1960 года (в составе авторского коллектива) — за создание комплекса высоковольтного оборудования на напряжение 500 кВ переменного тока.
Награждён орденом Трудового Красного Знамени и медалью «За доблестный труд».
Умер в июле 1963 года после тяжёлой болезни.
Сын — Валерий Леонидович Фёдоров, конструктор.
Сочинения:
- Каталог на фарфоровые изоляторы / Сост.: Л. И. Федоров, Л. В. Яцюк ; М-во электропром-сти СССР. Центр. бюро техн. информации. — Москва : тип. ЦБТИ МЭП, 1948. — 92 с. : черт.; 25 см.